# Алабужев, Пётр Михайлович
Пётр Михайлович Алабужев (27 июня 1908, Ермолаево, Вятская губерния — 6 апреля 1995) — советский учёный-механик, доктор технических наук, Заслуженный деятель науки и техники РСФСР.

## Биография
Пётр Михайлович Алабужев родился 27 июня 1908 года в селе Ермолаеве Киясовской волости Сарапульского уезда Вятской губернии.
Окончил семилетнюю школу в селе Гутове. В 1921—1925 годы учился в Новосибирском педагогическом техникуме, после чего вернулся в Гутово, где до 1931 года преподавал физику и математику в школе колхозной молодежи (ШКМ).
В 1931—1932 годы работал лаборантом в Новосибирском плановом институте. В 1932 году его приняли студентом на 2 курс физико-математического факультета ТГУ, который он окончил в 1936 году по специальности «Теоретическая механика».
В 1936—1939 годы преподавал в качестве ассистента на курсах теоретической механики и сопротивления материалов в Томском мукомольно-элеваторном институте, в 1939 году после переезда этого института в Москву стал преподавателем в Томском индустриальном институте.
27 апреля 1940 года в ТГУ защитил кандидатскую диссертацию по теме «Сравнение способов Х. Альфвена и Д. У. Хилла при вычислении вековых возмущений», подготовленную под управлением профессора кафедры астрономии и геодезии ТГУ Н. Н. Горячева. 16 ноября 1940 года получил звание доцента (кафедра теоретической механики).
В 1943 получил должность исполняющего обязанности заведующего кафедрой теоретической механики ТИИ.
24 июня 1954 года на заседании Совета ТПИ защитил докторскую диссертацию «Исследование рабочего процесса электропневматических машин». В феврале 1955 года получил степень доктора технических наук, в декабре 1955 года — звание профессора кафедры теоретической механики.
В 1957 году Алабужева пригласили в Новосибирский электротехнический институт на место заведующего кафедрой теоретической механики.
В 1979—1989 годы занимал должность заведующего кафедрой теоретической механики Курского политехнического института.

## Научная деятельность
Пётр Михайлович Алабужев и его ученики добились больших результатов в области теории и практики виброзащитных систем. Открытый учёным новый принцип виброзащиты впоследствии был назван системой с квазинулевой жёсткостью, её особенность заключается в том, что при заданной несущей способности виброзащитной системы можно получить сколько угодно малый коэффициент жёсткости. Данный принцип стал широко применяться для транспорта, в приборостроении и других промышленных отраслях. В США, Бельгии и ФРГ была запатентована упругая рукоятка, предохраняющая оператора от вибрационной болезни.
Учёный внёс большой вклад в решения проблем, связанных с такими научными областями как теория удара, теория подобия и моделирования, разработка основ динамики машин ударного действия, выбор оптимальных параметров машин и т. д.
Труды учёного по теории прочности машин и механизмов стали базовыми трудами в развитии горного машиностроения.
Алабужев получил более 60 авторских свидетельств на изобретения, некоторые из которых были запатентованы за рубежом.

## Научные труды
Опубликовано свыше 300 научных работ, издано около 10 учебных пособий и монографий.

## Награды
- орден «Знак Почёта»
- медаль «За трудовую доблесть»
- медаль «За доблестный труд в Великой Отечественной войне»
- серебряная медаль ВДНХ СССР «За успехи в народном хозяйстве СССР»
- знак МВО СССР «За отличные успехи в работе»[2][3][4]